# Waylon Muller
Waylon Muller (ur. 15 maja 1972) – zapaśnik z Wysp Marshalla walczący w oby stylach. Zajął 27 miejsce na mistrzostwach świata w 2006. Srebrny medalista igrzysk Pacyfiku w 2007. Zdobył cztery medale na igrzyskach mikronezyjskich, w tym dwa złote w 2010 i jeden w 2018. Mistrz i wicemistrz miniigrzysk Pacyfiku w 2005. Zdobył cztery medale na mistrzostwach Oceanii w latach 1992 – 2015.
Był chorążym ekipy narodowej podczas ceremonii otwarcia letnich igrzysk olimpijskich w Pekinie w 2008 roku.
Prezydent zapaśniczej federacji Wysp Marshalla.